# Emakumeen Euskal Bira

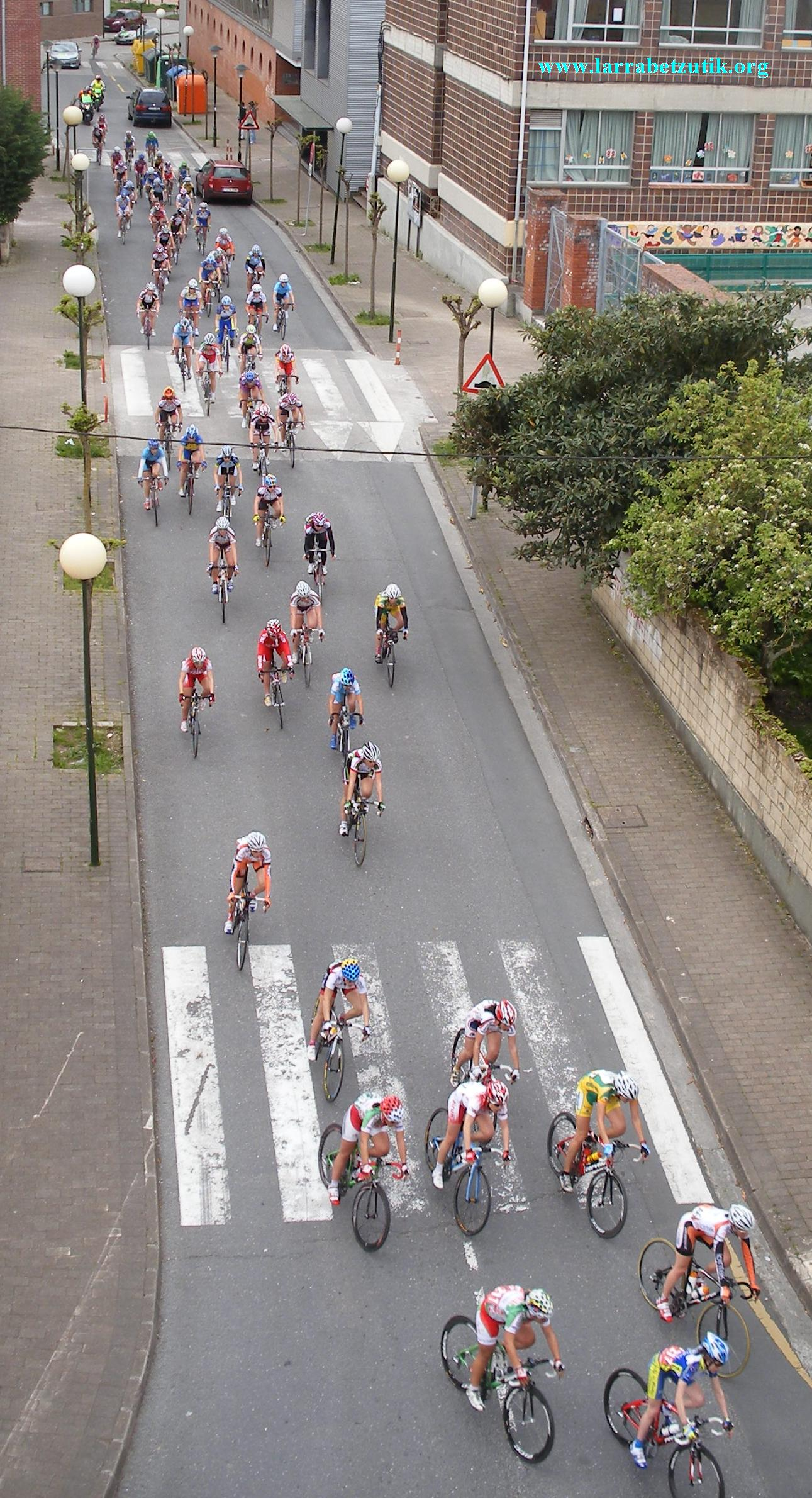
Iurreta-Emakumeen Bira en el 2010.

La Emakumeen Euskal Bira (también conocida como la Vuelta Femenina al País Vasco) es una carrera ciclista femenina profesional por etapas española, que se disputa tradicionalmente en Vizcaya (ocasionalmente con etapas en el resto del País Vasco o Navarra).
Como su propio nombre indicaba siempre empieza en Yurreta (Iurreta), a veces incluso con varias etapas con inicio y/o final en dicho municipio. La mayoría de etapas suelen disputarse en el este de Vizcaya (comarcas del Duranguesado, Lea-Artibai, Busturialdea y Arratia-Nervión).
La prueba fue organizada por la S.C. Iurreta hasta 2008 inclusive, pasando desde entonces a ser organizada por un organismo independiente y específico llamado Iurreta Emakumeen Bira Ziklista Kirol Elkartea que posteriormente también creó sendos ciclistas femeninos como el cadete CAF Transport Engineering (en 2014) y el élite -sin limitación de edad- BZK Emakumeen Bira (en 2015).

## Historia
Se creó en 1988 como amateur, por ello la mayoría de ganadoras han sido españolas, a pesar de ello a los pocos años comenzaron a participar corredoras profesionales de primer nivel de hecho en su palmarés destacan las ciclistas más importantes del momento. En el 2004 comenzó a ser completamente profesional en la categoría 2.9.1 (máxima categoría del profesionalismo para carreras por etapas femeninas) renombrándose esa categoría en 2005 por la 2.1 manteniendo la carrera dicho estatus (aunque en 2013, tras la introducción de la categoría 2.HC, se quedó en un segundo escalón pero solo ese año ya que esa categoría superior solo existió en ese año 2013). Respecto a sus nombres hasta el 2006 fue llamada Emakumeen Bira, después Iurreta-Emakumeen Bira hasta que en 2012 se renombró por el nombre actual.
Hasta el 2015 se disputó a mediados de junio dos días después de la Durango-Durango Emakumeen Saria -desde ese 2015 solo un día después- y cuatro días después del G. P. Ciudad de Valladolid (desaparecida en 2012), sin embargo debido a la creación del UCI WorldTour Femenino en 2016 pasó a mediados de abril para garantizar una buena participación y aprovechar parte de la logística televisiva de la Vuelta al País Vasco. Además, utilizó el mismo formato de página web de la Vuelta al País Vasco. A modo de «protesta» por no estar en el UCI WorldTour Femenino en las redes sociales utilizó el nombre de WWT Euskal Emakumeen BIRA (WWT = Women´s World Tour).
En ese 2016 se vio envuelta en una pequeña polémica al mostrar en su cartel publicitario a la ganadora del año anterior, Katarzyna Niewiadoma, lanzando un beso, por lo que fue tildado de sexista -la otra imagen que aparecía en el mismo era la coleta de Jessie Daams-. Aunque la gran mayoría de las ciclistas no detectaron sexismo en el cartel el Instituto Vasco de la Mujer, Emakunde, dio razón a las quejas de la asociación Anderebide por lo que el cartel fue retirado. Otras asociaciones de mujeres no vieron sexismo en él.

### Recorrido
Siempre ha tenido 4 etapas, a veces alguna con doble sector. Hasta que desde 2015, debido a la introducción de etapa prólogo, pasó a tener un día más de competición por lo que provocó que no haya ningún día de descanso entre esta y la Durango-Durango Emakumeen Saria.

## Palmarés

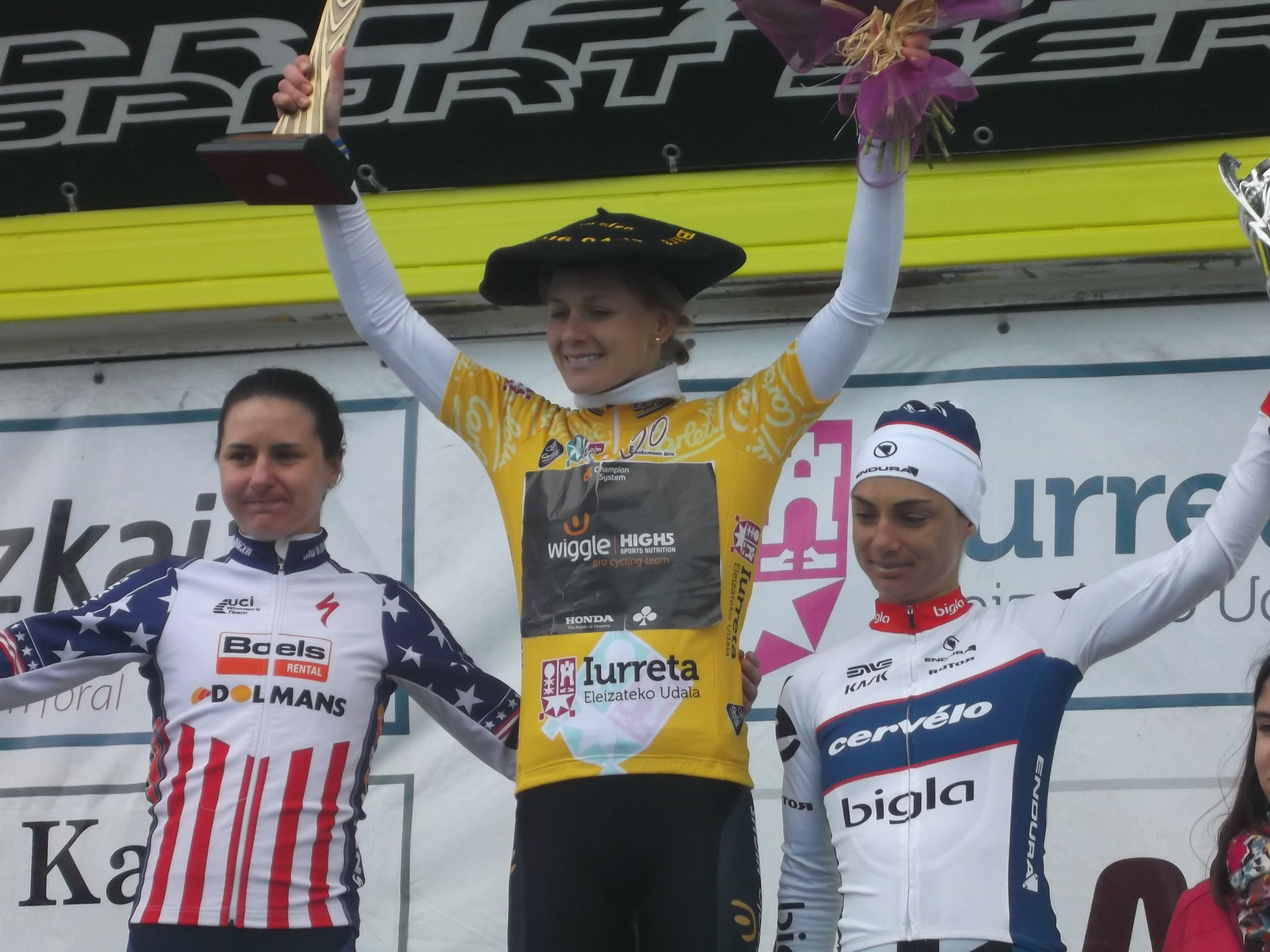
Emakumeen Euskal Bira 2016: Guarnier (2.ª), Johansson (1.ª) & Moolman (3.ª).

| Año                              | Ganador                | Segundo                   | Tercero                |
| -------------------------------- | ---------------------- | ------------------------- | ---------------------- |
| Emakumeen Bira ediciones amateur |                        |                           |                        |
| 1988                             | Imma de Carlos         | Consuelo Álvarez          | Joane Somarriba        |
| 1989                             | María Mora             | Conchita Carballeda       | Raquel Aberasturi      |
| 1990                             | Josune Gorostidi       | Consuelo Álvarez          | Marga Fullana          |
| 1991                             | Joane Somarriba        | Ainhoa Artolazabal        | Josune Gorostidi       |
| 1992                             | Lenka Ilavská          | Alena Barillová           | Dori Ruano             |
| 1993                             | Alena Barillová        | Lenka Ilavská             | Ildiko Paczova         |
| 1994                             | Alena Barillová        | Élisabeth Chevanne-Brunel | Maria Tsal             |
| 1995                             | Jeannie Longo          | Lenka Ilavská             | Tatjana Kaverina       |
| 1996                             | Dori Ruano             | Lenka Ilavská             | Joane Somarriba        |
| 1997                             | Hanka Kupfernagel      | Alessandra Cappellotto    | Diana Rast             |
| 1998                             | Hanka Kupfernagel      | Lenka Ilavská             | Ita Kryjanovskaia      |
| 1999                             | Hanka Kupfernagel      | Joane Somarriba           | Valentina Gerasimova   |
| 2000                             | Joane Somarriba        | Daniela Veronesi          | Fany Lecourtois        |
| 2001                             | Leontien van Moorsel   | Tetyana Styazhkina        | Zinaida Stahurskaya    |
| 2002                             | Edita Pučinskaitė      | Eneritz Iturriaga         | Zinaida Stahurskaya    |
| 2003                             | Mirjam Melchers        | Olga Sljussarewa          | Jolanta Polikevičiūtė  |
| ediciones profesionales          |                        |                           |                        |
| 2004                             | Joane Somarriba        | Mirjam Melchers           | Fabiana Luperini       |
| 2005                             | Swetlana Bubnenkowa    | Trixi Worrack             | Mirjam Melchers        |
| 2006                             | Fabiana Luperini       | Susanne Ljungskog         | Nicole Brändli         |
| 2007                             | Susanne Ljungskog      | Marianne Vos              | Nicole Brändli         |
| Iurreta-Emakumeen Bira           |                        |                           |                        |
| 2008                             | Marianne Vos           | Tatiana Guderzo           | Luise Keller           |
| 2009                             | Judith Arndt           | Claudia Häusler           | Mara Abbott            |
| 2010                             | Claudia Häusler        | Annemiek van Vleuten      | Judith Arndt           |
| 2011                             | Marianne Vos           | Emma Johansson            | Judith Arndt           |
| Emakumeen Euskal Bira            |                        |                           |                        |
| 2012                             | Judith Arndt           | Emma Johansson            | Annemiek van Vleuten   |
| 2013                             | Emma Johansson         | Elisa Longo Borghini      | Evelyn Stevens         |
| 2014                             | Pauline Ferrand-Prévot | Marianne Vos              | Anna van der Breggen   |
| 2015                             | Katarzyna Niewiadoma   | Ashleigh Moolman-Pasio    | Emma Johansson         |
| 2016                             | Emma Johansson         | Megan Guarnier            | Ashleigh Moolman-Pasio |
| 2017                             | Ashleigh Moolman-Pasio | Annemiek van Vleuten      | Katrin Garfoot         |
| 2018                             | Amanda Spratt          | Annemiek van Vleuten      | Anna van der Breggen   |
| 2019                             | Elisa Longo Borghini   | Amanda Spratt             | Soraya Paladin         |

## Palmarés por países
| País         | Victorias |
| ------------ | --------- |
| España       | 7         |
| Alemania     | 6         |
| Países Bajos | 4         |
| Eslovaquia   | 3         |
| Suecia       | 3         |
| Francia      | 2         |
| Italia       | 2         |
| Lituania     | 1         |
| Rusia        | 1         |
| Polonia      | 1         |
| Sudáfrica    | 1         |
| Australia    | 1         |